# Sopramonte Cavalcabò

Stemma dei Cavalcabò.

Sopramonte Cavalcabò (XII secolo) è stato un nobile italiano, primo marchese di Viadana.

## Biografia
Era figlio di Corrado Cavalcabò, primo a portare il cognome della nobile famiglia Cavalcabò di Cremona, discendente dagli Obertenghi Sopramonte è considerato il capostipite della famiglia dei Cavalcabò.
Per i suoi servizi resi all'imperatore, nel 1158 ebbe in dono da Federico Barbarossa, per lui e i suoi discendenti, il feudo imperiale di Viadana, confermato nel 1196 da Enrico VI con elevazione a marchesato.

## Discendenza
Sopramonte ebbe tre figli:
- Corrado, successore del padre nel feudo; promosse il partito guelfo in Cremona
- Clearco (?-1194), astronomo
- Andreasio